# Polyspora
Polyspora är ett släkte av tvåhjärtbladiga växter. Polyspora ingår i familjen Theaceae.

## Bildgalleri

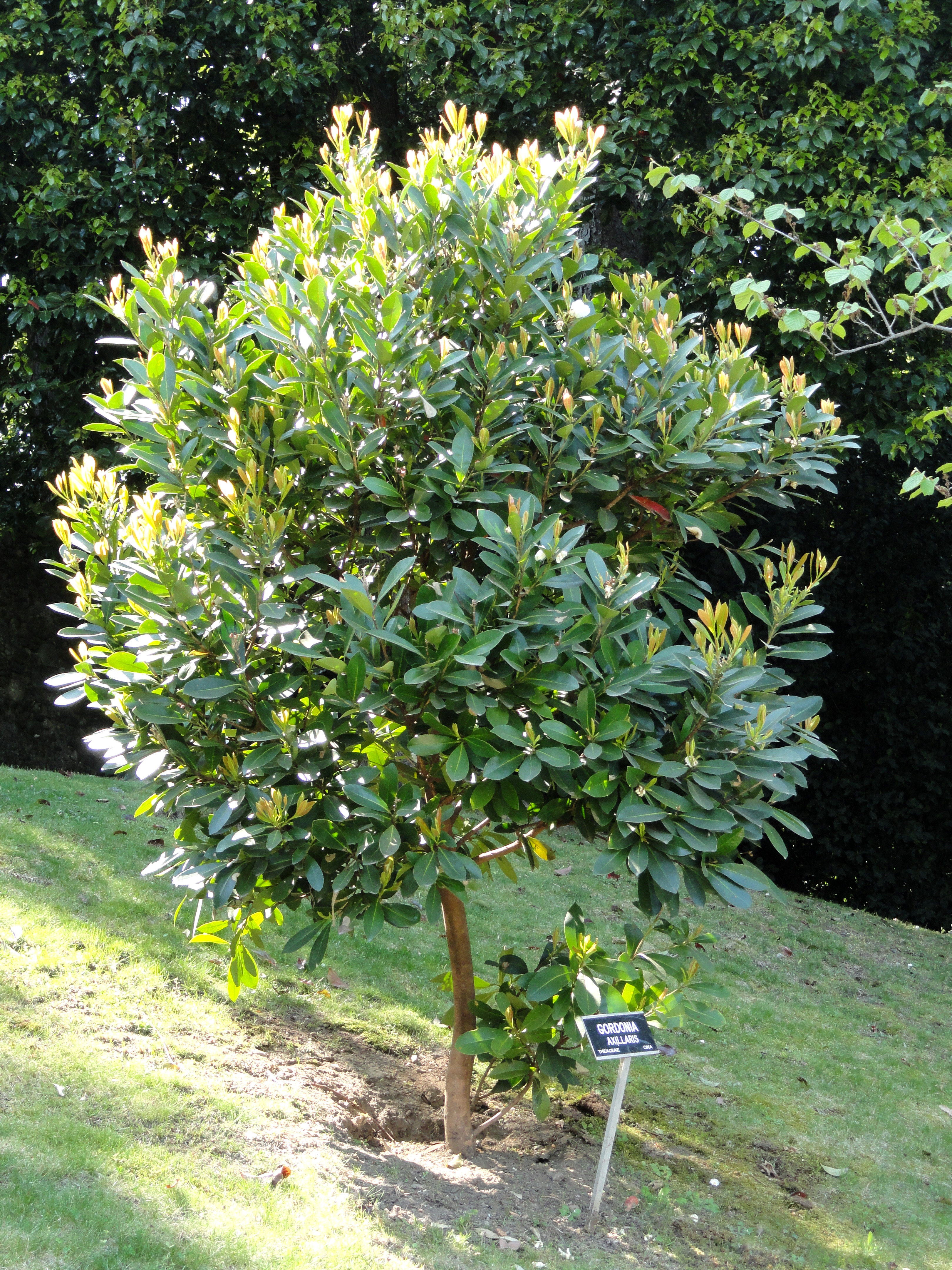
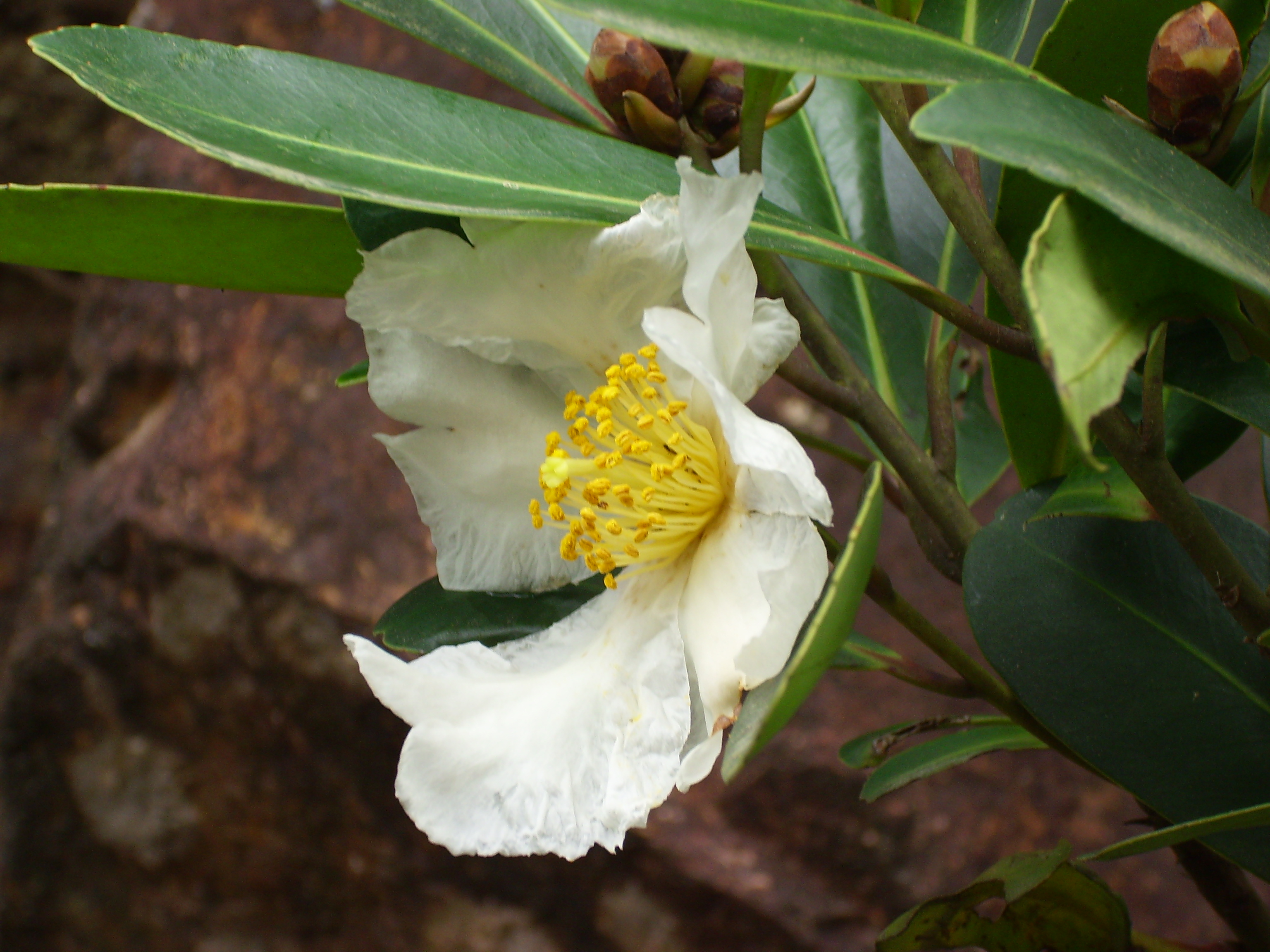
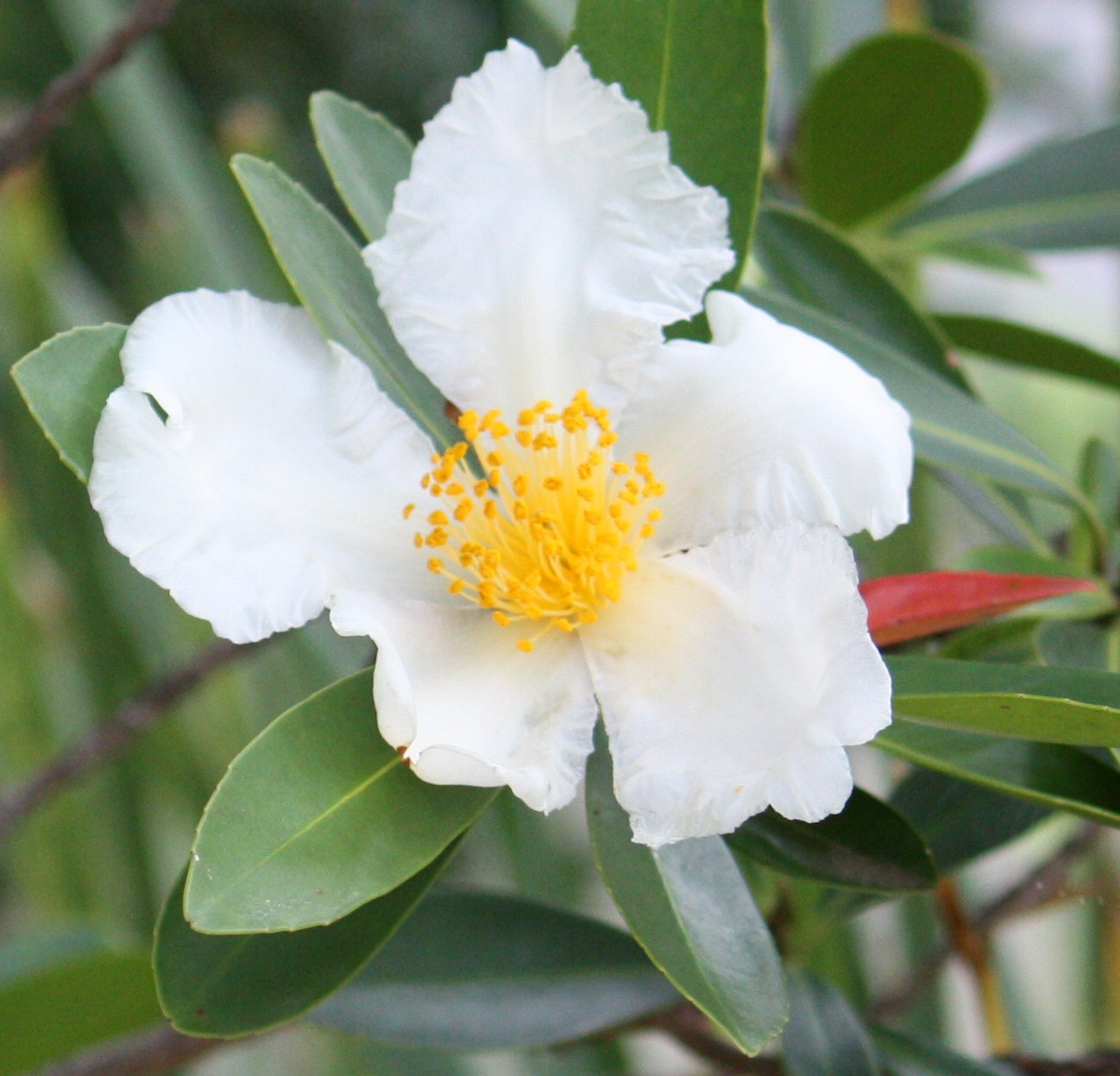
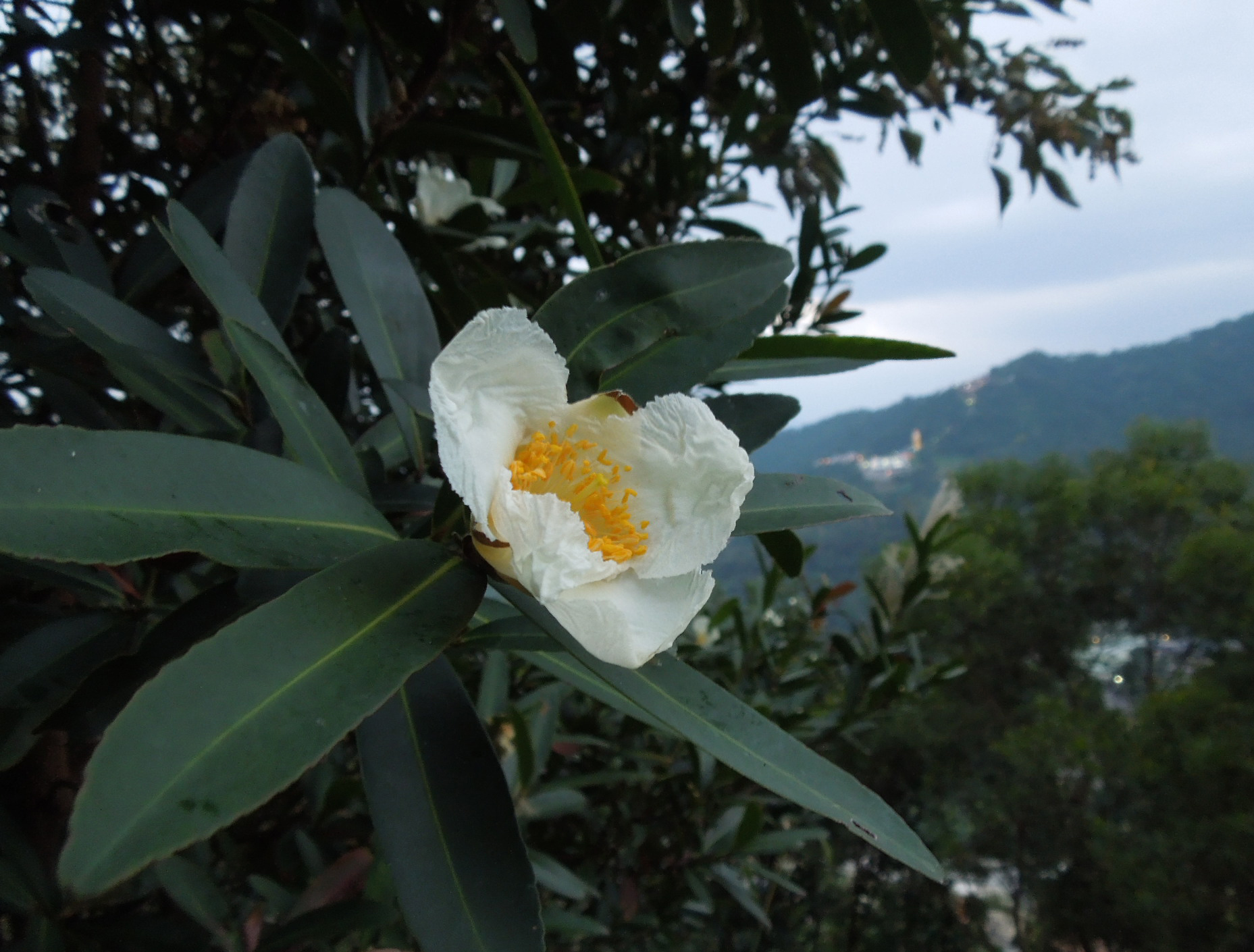

## Dottertaxa tillPolyspora, i alfabetisk ordning[1]
- Polyspora amboinensis
- Polyspora ampla
- Polyspora axillaris
- Polyspora balansae
- Polyspora bidoupensis
- Polyspora borneensis
- Polyspora ceylanica
- Polyspora chrysandra
- Polyspora concentricicatrix
- Polyspora dalglieshiana
- Polyspora dassanayakei
- Polyspora dipterosperma
- Polyspora elliptica
- Polyspora excelsa
- Polyspora gardneri
- Polyspora gigantiflora
- Polyspora grandiflora
- Polyspora hainanensis
- Polyspora havilandii
- Polyspora hirtella
- Polyspora huongiana
- Polyspora imbricata
- Polyspora integerrima
- Polyspora intricata
- Polyspora lanceifolia
- Polyspora longicarpa
- Polyspora luzonica
- Polyspora maingayi
- Polyspora marginata
- Polyspora multinervis
- Polyspora nivea
- Polyspora oblongifolia
- Polyspora papuana
- Polyspora polisana
- Polyspora sablayana
- Polyspora sarawakensis
- Polyspora scortechinii
- Polyspora serrata
- Polyspora speciosa
- Polyspora spectabilis
- Polyspora taipingensis
- Polyspora vulcanica